# Pièce de 100 francs Clovis
Pour les articles homonymes, voir 100 francs.
La pièce de 100 francs français Clovis est une pièce commémorative française émise en 1996.

## Frappes
| Millésime    | Tirage    | Remarques |
| ------------ | --------- | --------- |
| 1996 (essai) | 1 800     |           |
| 1996         | 2 002 610 |           |

## Sources
- "Valeur des Monnaies de France" de René Houyez éditions GARCEN